# Nijemci
Nijemci är en ort i Kroatien.   Den ligger i länet Srijem, i den östra delen av landet, 250 km öster om huvudstaden Zagreb. Nijemci ligger 86 meter över havet och antalet invånare är 1 914.
Terrängen runt Nijemci är platt. Runt Nijemci är det glesbefolkat, med 15 invånare per kvadratkilometer. Närmaste större samhälle är Otok, 11,9 km väster om Nijemci. I omgivningarna runt Nijemci växer i huvudsak blandskog.